# Monique Frydman
Pour les articles homonymes, voir Frydman.
Monique Frydman est une artiste peintre française née le 16 octobre 1943 à Nages dans le Tarn, et une figure de l'abstraction française.

## Biographie
Née en 1943 dans le Tarn,, d'un père ukrainien et d'une mère lituanienne, elle effectue des études à l'École supérieure des beaux-arts de Toulouse, puis s'installe à Paris à partir de 1964. Elle y fréquente l'atelier de peinture de l'ENSBA et rencontre François Rouan et Pierre Buraglio, dans cette période qui précède de peu mai 68. Elle passe à l'époque d'une peinture abstraite à de tableaux de grand format sur des sujets d'actualité, tels que Piquet de grève chez Renault.
En 1967, comme de nombreux artistes engagés en Europe, Monique Frydman arrête la peinture, pour se consacrer au militantisme d'extrême-gauche et notamment au féminisme au sein du Mouvement de libération des femmes (MLF) et au Mouvement pour la liberté de l'avortement et de la contraception avec son mari René Frydman. Elle enseigne par ailleurs le dessin dans les lycées et collèges.
Elle reprend son activité de peinture, dans les années 1970, par de grands dessins de corps. Peu à peu, un glissement s'opère vers une peinture de nouveau plus abstraite. Dans une période où les artistes ont abandonné la toile, le papier et le dessin, Monique Frydman persiste dans la peinture. C’est aussi pendant cette période qu’elle commence à se servir du papier de soie ou « papier Japon » : d’abord contrecollé sur la toile, pour séparer le dessin de la couleur, le papier Japon devient ensuite le matériau principal de son travail entre 1979 et 1983 avant de devenir une récurrence forte dans son travail,.
1984 marque l’arrêt du travail sur papier de soie et le début de la peinture de grands formats sur toile de lin : dans un premier temps l’association de traits au fusain et de formes colorées, dans un second temps une immersion dans la couleur, qui passe du sépia / brun à des tons clairs, et bientôt des couleurs vives, liées à ses voyages (Inde, Australie),,.
En 1989, la mise en place d’une autre méthode de travail plus « tactile » où la toile, posée au sol et humidifiée par la colle, reçoit le pigment par imprégnation et le pastel, qu'elle utilise en gros blocs, par frottage. Les séries de cette période (L’Ombre du Rouge, Violet, Les Dames de Nages, Senantes) indiquent un virage progressif vers plus de monochromie. En 1994-1995 un autre protocole s’y ajoute, qui libère le geste de l’habitude prise : des cordes traînant au sol lui offrent par hasard la solution d’une empreinte à l’aveugle — sous la toile — par frottage, d’éléments disposés préalablement de manière aléatoire,.
Une cinquième famille d’œuvres se met en place en 2005 à l’occasion d'une exposition au musée Matisse et de la collaboration de l’artiste avec l’atelier de sérigraphie Seydoux d’une part, sa visite des usines de dentelles d’autre part. Ce n’est plus la toile posée au sol qui reçoit la couleur et le geste mais les feuilles de papier peint et les tissus qui sont encrés à l’aide du procédé sérigraphique. Cette période marque le passage à un format architectural : le détour par des matériaux industriels est assumé, ainsi que la réflexion sur le décoratif et une grande diversification technique.
Son attrait pour le monumental et l’architectural, se retrouve dans plusieurs réalisations à partir de 2007 : la station de métro Saouzelong à Toulouse avec l’atelier Duchemin, maitres verriers (2007), le Mur des lisses (2007), le paravent Fenêtre sur Cour (2012) pour la manufacture des Gobelins et le Kaléidoscope (2012), couloir de verre réalisé pour son exposition au musée de Kanazawa au Japon. C’est là, toute une réflexion sur la couleur et la transparence déjà abordée dans les œuvres de tarlatanes (les Damiers, Le Grand Mural Jaune, Red Room ) et de papier japon (Whisper, Murmure).
Elle réalise en 2013 pour le Salon Carré du Louvre une œuvre monumentale double face, le "Polyptyque Sassetta", qui s'inspire d'une des plus grandes commandes du Quattrocento, le Polyptyque du Borgo Sansepolcro, du peintre siennois Sassetta.

## Œuvre
Le travail de Monique Frydman montre un grand attachement à la peinture et à des techniques et matières auxquelles elle est fidèle depuis le début : une dose de hasard (qu’elle distribue selon les périodes, l’utilisation de différentes techniques d’imprégnation progressive de la couleur sur de multiples supports (toile de lin, de coton, papier Japon, tarlatanes, pigments et pastels) l’équilibre entre le travail pictural et le travail graphique avec l’utilisation du papier. Ses œuvres montrent un désir d’immersion physique dans la couleur, qui lui fait privilégier des formats monumentaux. 

« Mes tableaux n’ont rien d’anthropomorphique ni d’organique […]. J’essaie de rendre visible l’origine du visible. »

## Expositions
- 1996 : Nice, musée Matisse, Monique Frydman
- 1999 : Paris, Galerie Laage-Salomon, Les Sombres
- 1999 : Tourcoing, musée des beaux-arts, Tableaux, la peinture n'est pas un genre
- 2000 : Tokyo, Espace Tag-Heuer, L'Empreinte et la Couleur
- 2001 :
  - Paris, Galerie Laage-Salomon, Peintures 1996-2000
  - Paris, Galerie Jacques Elbaz, Peintures récentes Révélés
  - Paris, Galerie Laage-Salomon, Peintures pour Tokyo
- 2002 :
  - Portland, Oregon (États-Unis), Savage Gallery, Monique Frydman
  - Galerie Alice Pauli, Lausanne, Suisse, Monique Frydman, peintures récentes
- 2003 : 
  - Bourg-en-Bresse, Musée de Brou, L'œuvre sur papier
  - Musée d'art moderne de Céret et Tourcoing, musée des beaux-arts, L'œuvre sur papier
- 2005 : 
  - Toulouse, Galerie Sollertis
  - Centre d'Art Contemporain Bouvet Ladubay Sensible exemplaire
- 2006 : Musée Matisse, Le Cateau-Cambrésis. Monique Frydman la couleur tissée
- 2008 : 
  - Espaces Commines, Paris. Calcaire
  - Bruxelles, Verrière Hermès, Monique Frydman, Whisper
- 2009 : 
  - Paris, Galerie Jacques Elbaz, Monique Frydman, dix ans de peinture(s) 1978-1988
  - Bayeux, Exposition au Radar et au Musée Baron Gérard
- 2010 : 
  - Tokyo, Ambassade de France au Japon, No Man's Land
  - Paris, Centre national d'art et de culture Georges-Pompidou, Elles@centrepompidou
- 2011 : 
  - Paris, Passage de Retz, Inside Out
  - Paris, Shangri-La Hôtel, Chambre à part V, exposition collective
- 2011/ 2012 : 
  - Paris, Manufacture des Gobelins, Décor et Installation
  - Japon, Kanazawa, 21st Century Museum of Contemporary Art, Exposition personnelle
- 2012 / 2013 : Lausanne, Galerie Alice Pauli, Monique Frydman...de la couleur…
- 2013 / 2014 : Bruxelles, Villa Empain, Fondation Boghossian, exposition collective La route bleue
- 2013 / 2014 : Paris, Musée du Louvre, Salon Carré, Polyptyque Sassetta
- 2014 :
  - Singapour, Art Stage Singapore
  - Singapour, Galerie Bogéna, Artspace 222, Exposition collective
  - Beauvais, Manufacture de Beauvais, Exposition collective, 350 ans, portrait d'une manufacture
  - Caen, Musée des Beaux-Arts de Caen, Exposition collective, Mémoire de Paysage, Joan Mitchell
  - Paris, La Maison rouge, fondation Antoine-de-Galbert, Exposition collective, Le Mur - Collection Antoine de Galbert
  - Le Cannet, Musée Bonnard, Des saisons avec Pierre Bonnard
  - Saint-Paul-de-Vence, Bogéna Galerie, Monique Frydman
- 2015 : 
  - Genève, Espace muraille, Monique Frydman U-topie de la couleur
  - Saint-Paul-de-Vence, Bogéna Galerie, Monique Frydman, A journey through colors
- 2016 : Paris, Passage de Retz, In the Golden Light
- 2017 :
  - Londres, Parasol Unit Foundation, Monique Frydman
  - Châtellerault, Centre d'art contemporain, Exposition collective, Trois femmes, trois regards sur le monde !
  - Vence, Musée de Vence, Exposition collective, Matisse et Vence, à la lumière de Matisse
- 2018 :
  - Paris, Les Beaux-Arts de Paris, Exposition collective, Images en lutte
  - Paris, Espace Commines, Le temps de peindre en collaboration avec Bogéna Galerie
- 2019 :
  - Paris, Monnaie de Paris, Toget’her, Hommage de 33 artistes contemporains à des femmes inspirantes
  - Rennes, La Criée (centre d'art contemporain), Exposition collective, At the Gates
  - Rennes, Musée des Beaux-Arts de Rennes, Exposition collective, Créatrices, l’émancipation par l’art
  - Paris, Galerie Dutko, Monique Frydman

## Commandes publiques
- L'Âge d'or, hôpital L'Archet II, Nice
- Paravent Fenêtre sur Cour, réalisé pour la Manufacture des Gobelins sur commande du Mobilier National, Paris
- Université Yamanashi-Gakuen, Kōfu préfecture Japon
- La Danseuse de cordes, Claustra de cylindres de porcelaine, prototype réalisé par la Manufacture Nationale de Sèvres
- Aménagement de la station de métro (Saouzelong) de Toulouse
- Le mur des Lisses, installation pour l’inauguration de la galerie de la Manufacture des Gobelins, Paris
- Boucle d’or, FNAC | Fonds national d’art contemporain, avec la participation de l’atelier de broderie le Bégonia d’Or du Conservatoire du Bégonia, Rochefort
- Fenêtre sur cour, écran crée en collaboration avec le designer Frédéric Ruyant et réalisé par la Manufacture des Gobelins et le Mobilier National, Paris

## Décorations
- Commandeur de l'ordre des Arts et des Lettres (2022)[13]  — officier en 2002[14]

#### Catalogues
- Artistes à la Une, Togeth’Her, Hommage de Monique Frydman à Jane Campion, Éditions La Monnaie de Paris, Paris, 2019
- Le Temps de peindre, Éditions Espaces Commines, 2018
- Images en lutte, Éditions Les Beaux Arts de Paris, Textes Eric de Chassey et Philippe Artieres, 2018
- Monique Frydman, Éditions Parasol Unit Foundation, Londres, 2017
- In the Golden Light, Passage de Retz, Paris, 2016
- Monique Frydman, Éditions Espace muraille, 2015
- Des saisons avec Bonnard, Tiré-à-part, Entretien avec Véronique Serrano, Éditions  Musée Bonnard, 2014
- La Route bleue, Éditions Fondation Boghossian, 2014
- Monique Frydman, Camille Morineau, Éditions du Regard, Paris, 2013
- Monique Frydman, 21st Century Museum of Contemporary Art, Kanazawa, Éditions AKAAKA Art Publishing Inc. Textes : Endless Conversations, Emiko Yoshioka, An Itinerary in Colour, Camille Morineau
- Décor et Installation, éd. Dilecta, Mobilier National. Texte : Fenêtre sur cour, Françoise Ducros
- Inside/Out, Entretien entre Monique Frydman, par Monique Canto-Sperber, 2011
- No Man's Land, éditions Hachette Fujingaho, 2010
- Métissages, éditions Musée Baron Gérard, 2009
- elles@centrepompidou, éditions du Centre Pompidou, 2009
- Monique Frydman Whisper, éditions Fondation d'Entreprise Hermès, 2008
- Joindre et rejoindre. L'art et le métro de Toulouse, François Barré, éditions Panama Musées, 2007
- Les formes de la couleur, Centre d'art contemporain Bouvet Ladubay, 2006
- Monique Frydman la couleur tissée, exposition au Musée Matisse, Cateau-Cambresis, 2006
- Monique Frydman : L'œuvre sur papier, expositions 2002-2003, Musée de Brou, Bourg-en-Bresse ; Musée d'Art Moderne, Céret ; Museé des Beaux-Arts, Tourcoing, 2006
- Révélé, exposition Galerie Jacques Elbaz, Paris, 2001
- Les sombres, exposition Galerie Sollertis, Toulouse, texte de Stéphane André, 1999
- Cahiers Henri Matisse, Musée Matisse, Nice, texte de Xavier Girard Lettres d'Amérique, 1997
- Monique Frydman. Les dames de nage 1992-1995, Musée des Beaux Arts de Caen. éditions Adam Biro, 1995

#### Ouvrages généraux
- Le temps de peindre, carnets d’atelier de 1975 à 1990, préface de Eric de Chassey et Georges Roque, Éditions l’Atelier Contemporain, 2019
- Agnés Foiret, Ce que disent les peintres, Éditions L'Harmattan, 2019
- Marie jo Bonnet, Créatrices,l’émancipation par l’art, Éditions Ouest-France, 2019
- Images en lutte. Éditions Les beaux Arts de Paris. Sous la direction de Philippe Artières et Eric de Chassey, 2018
- José Alvarez, Un XXe siècle artistique, éditions du Regard, 2011
- Catherine Gonnard, Elisabeth Lebovici, Femmes artistes, artistes femmes, Paris de 1880 à nos jours, éditions Hazan, 2007
- Alberte Grynpas Nguyen, Tapis, tapisseries d’artistes contemporains, éditions Flammarion, 2006
- Henri Claude Cousseau, La Nuit claire, éditions Jacqueline Chambon, 2005
- Jean-Luc Chalumeau, Où va l’art contemporain ?, éditions Vuibert, 2005
- Yves Michaud, Atelier au féminin, éditions Au Même Titre, 2005
- Marie-Jo Bonnet, Les Femmes artistes dans les avant-gardes, Ed. Odile Jacob, 2006
- Marie-Jo Bonnet, Les Femmes dans l'art, Ed. de La Martinière, 2004

#### Articles
- Diana Quinby, « La peinture de Monique Frydman, 1977-1983 : de la violence à la libération de l'imaginaire féminin », in Création au féminin, volume 2 : Arts visuels, éditions Kaléidoscope EUD, 2006